# Рейнутрия японская
Рейну́трия япо́нская (лат. Reynoútria japónica) — двудомное многолетнее травянистое растение, вид рода Рейнутрия семейства Гречишные (Polygonaceae).
Инвазивный вид, происходящий с Дальнего Востока и завезённый во многие регионы мира. Включён в список самых опасных инвазивных видов по версии МСОП. Гибрид с рейнутрией сахалинской (Reynoutria sachalinensis) под названием рейнутрия богемская (Reynoutria × bohemica Chrtek & Chrtková) также является инвазивным, во многих регионах встречаясь даже чаще, чем родительские виды.

## Ботаническое описание

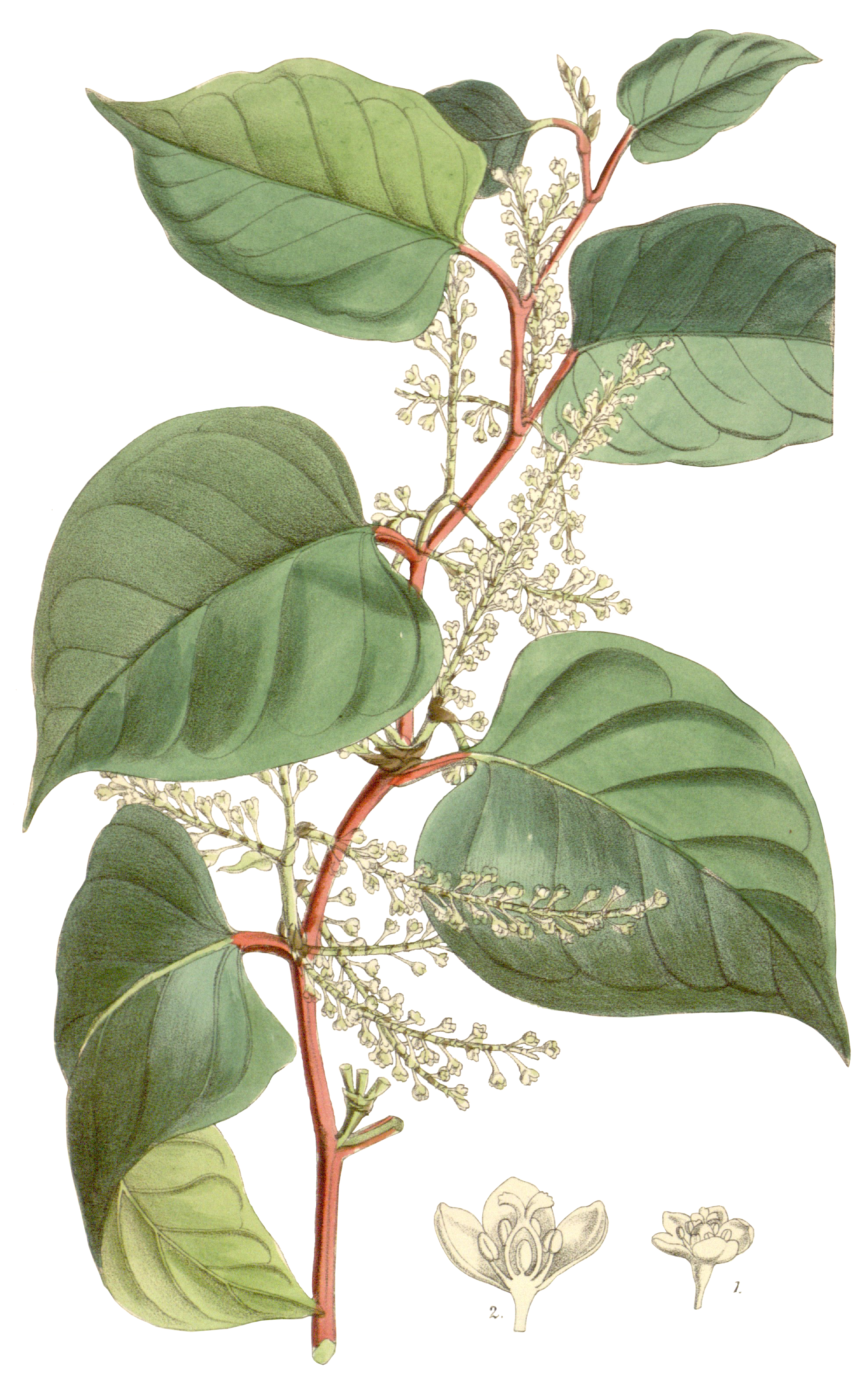
Ботаническая иллюстрация А. Барнара из Curtis’s Botanical Magazine (1880)

Голое многолетнее травянистое растение с многочисленными полыми прямостоячими стеблями до 3 м высотой, в верхней части редковетвистыми, продольно разлинованными, нередко с красновато-фиолетовыми пятнами. Корневище утолщённое, сильно ветвистое, деревянистое, с кольцевидными структурами, представляющими собой чешуевидные листья, у старых клонов расходящееся на 5—7 м, с жёлто-оранжевой мякотью.
Листья с обеих сторон лишены какого-либо опушения, 5—12×4—9 см, немного кожистые, яйцевидные до широкоэллиптических в очертании, цельнокрайные, на конце заострённые, с ширококлиновидным, усечённым или закруглённым основанием. Черешок 1—2 см длиной, с сосочками, исходит из стеблеобъемлющего раструба.
Тычиночные цветки с 8 тычинками, выступающими из беловатого или зеленоватого пятидольчатого околоцветника. Внешние листочки околоцветника пестичных цветков килеватые, при плодоношении крылатые, не опадающие, обхватывающие трёхребристую семянку. Плод 2—4 мм длиной, около 2 мм шириной, блестяще-чёрный или тёмно-коричневый, в среднем 1,6 мг.

## Распространение
Родина растения — Япония, Китай и Корея. В Европу, предположительно, завезено в 1849 году, когда стало выращиваться Филиппом Зибольдом. В 1854 году впервые посажено в Великобритании, к 1880-м годам сбежало из культуры. Примерно в это же время появилось в садах в США. В начале XX века начало активно расселяться по Европе.
На протяжении значительной части вторичного ареала размножается исключительно вегетативно, поскольку, в частности, в Северную Америку и Великобританию были завезены только женские растения со стерильными тычиночными цветками, в условиях же Средней полосы России семена позднецветущего растения не вызревают.

## Таксономия

### Синонимы
Reynoutria japonica Houtt. var. japonica
- Fallopia japonica (Houtt.) Ronse Decr., 1988
- Fallopia japonica var. uzenensis (Honda) Yonek. & H.Ohashi, 1997
- Pleuropterus cuspidatus (Siebold & Zucc.) H.Gross, 1919
- Pleuropterus zuccarinii (Small) Small, 1913, nom. superfl.
- Polygonum cuspidatum Siebold & Zucc., 1846
- Polygonum japonicum (Houtt.) S.L.Welsh, 2008, nom. illeg.
- Polygonum reynoutria Makino, 1901, nom. nov.
- Polygonum sieboldii Reinw. ex de Vries, 1901, nom. illeg.
- Polygonum zuccarinii Small, 1895, nom. superfl.
- Reynoutria hastata Nakai ex Ui, 1929
- Reynoutria henryi Nakai, 1926
- Reynoutria japonica var. uzenensis Honda, 1932
- Reynoutria japonica var. hastata (Nakai ex Ui) Honda, 1938
- Reynoutria uzenensis (Honda) Honda, 1935
- Reynoutria yabeana Honda, 1932
- Tiniaria japonica (Houtt.) Hedberg, 1946

Reynoutria japonica var. compacta (Hook.f.) Moldenke, 1941
- Polygonum compactum Hook.f., 1880
- Reynoutria compacta (Hook.f.) Nakai, 1926